# Alva Törnros
Alva Elisabet Törnros, född 27 september 2006 i Stockholm är en svensk innebandyspelare. Hon spelar från och med säsongen 2025/2026 för IBK Lund i Svenska Superligan för damer.

## Biografi
Törnros är uppvuxen i västra Stockholm och började sin innebandykarriär i moderklubben Hässelby SK Innebandy. Mellan 2022 och 2025 gick hon på Riksinnebandygymnasiet i Umeå och spelade samtidigt för RIG Umeå IBF. Med RIG Umeå IBF spelade hon i Allsvenskan samt i Juniorallsvenskan (JAS).
Inför säsongen 2025/2026 blev Törnros klar för IBK Lund i SSL, vilket blir hennes första säsong i den högsta ligan. Inför övergången till IBK Lund offentliggjorde klubben värvningen i en artikel på sin webbplats.Hässelby SK Innebandy, Törnros moderklubb, uppmärksammade övergången och delade nyheten i sina egna kanaler tillsammans med en kort intervju.

## Meriter
- U19 Finnkampen 2024: Vinst och målskytt
- Lagkapten för RIG Umeå IBF: 2024/2025
- Skyttetteligavinnare i SDF-SM: 2023
- Guld i SDF-SM F16 med Stockholm: 2023
- Guld i Junior-SM (DJ18): 2023, 2024
- Serieseger i JAS DJ18 grupp A: 2022/2023, 2023/2024
- Silver i Czech Open (Eliteklassen): 2023
- Reserv till U19-VM: 2024